# Espinosa (Minas Gerais)
Espinosa é um município brasileiro no estado de Minas Gerais, Região Sudeste do país. Localiza-se no norte mineiro e ocupa uma área de 1 869 km². Sua população foi estimada em 30 443 habitantes em 2022.

## História
Várias histórias fazem parte do contexto histórico da cidade de Espinosa: Uma delas é que um Israelita, chamado Heitor Antunes, tenha sido um dos primeiros Judeus a vir para o norte de Minas Gerais. Seus restos mortais encontram-se no Cemitério Israelita de Belo Horizonte.
Outra história é a da "Finada Amélia" que foi assassinada por seu marido, cuja sepultura fica à beira da avenida principal da cidade. Nela são feita romarias, queimam-se velas e foi erguida uma capela por um devoto, por ela ser uma alma milagrosa.
Espinosa (à época: Lençóis ou Lençóis do Rio Verde), antigo distrito (criado em 1872 e 1891) subordinado ao município de Boa Vista do Tremendal (hoje: Monte Azul), foi elevado à vila com a denominação de Espinosa pela lei estadual nº 843, de 7 de setembro de 1923 e instalado em 9 de março de 1924.

## Geografia
Clima
Segundo dados do Instituto Nacional de Meteorologia (INMET), referentes ao período de 1974 a 2019 e a partir de 2022, a menor temperatura registrada em Espinosa ocorreu em 13 de julho de 1979, com mínima de 8,8 °C, enquanto a maior atingiu 41 °C em 14 de novembro de 2023, durante uma onda de calor intensa. O maior acumulado de precipitação em 24 horas chegou a 126,7 milímetros (mm) em 19 de março de 1997, seguido por 116,4 mm em 16 de janeiro de 2002, 115,8 mm em 9 de dezembro de 1987, 115,3 mm em 26 de dezembro de 2002, 104,4 mm em 15 de fevereiro de 2007 e 101,8 mm em 5 de dezembro de 1983.
| Dados climatológicos para Espinosa                                                                                       | Dados climatológicos para Espinosa | Dados climatológicos para Espinosa | Dados climatológicos para Espinosa | Dados climatológicos para Espinosa | Dados climatológicos para Espinosa | Dados climatológicos para Espinosa | Dados climatológicos para Espinosa | Dados climatológicos para Espinosa | Dados climatológicos para Espinosa | Dados climatológicos para Espinosa | Dados climatológicos para Espinosa | Dados climatológicos para Espinosa | Dados climatológicos para Espinosa |
| Mês | Jan                                | Fev                                | Mar                                | Abr                                | Mai                                | Jun                                | Jul                                | Ago                                | Set                                | Out                                | Nov                                | Dez                                | Ano                                |
| --- | ---------------------------------- | ---------------------------------- | ---------------------------------- | ---------------------------------- | ---------------------------------- | ---------------------------------- | ---------------------------------- | ---------------------------------- | ---------------------------------- | ---------------------------------- | ---------------------------------- | ---------------------------------- | ---------------------------------- |
| Temperatura máxima recorde (°C)                                                                                          | 38,6                               | 39,1                               | 38,4                               | 38,8                               | 36,9                               | 36,3                               | 35,1                               | 37                                 | 39,2                               | 40,3                               | 41                                 | 39,2                               | 41                                 |
| Temperatura máxima média (°C)                                                                                            | 31                                 | 32                                 | 31,6                               | 31                                 | 30,4                               | 29,1                               | 28,9                               | 30,3                               | 31,9                               | 32,6                               | 31,1                               | 30,8                               | 29,9                               |
| Temperatura média compensada (°C)                                                                                        | 25,4                               | 25,9                               | 25,6                               | 25                                 | 23,8                               | 22,4                               | 22,2                               | 23,5                               | 25,4                               | 26,4                               | 25,6                               | 25,3                               | 24,7                               |
| Temperatura mínima média (°C)                                                                                            | 20,8                               | 21,2                               | 21,1                               | 20,3                               | 18,3                               | 16,6                               | 16,3                               | 17,5                               | 19,8                               | 21,2                               | 21,3                               | 21                                 | 19,6                               |
| Temperatura mínima recorde (°C)                                                                                          | 15,8                               | 15,3                               | 15                                 | 14,9                               | 11,6                               | 9,2                                | 8,8                                | 9,6                                | 11,6                               | 16,1                               | 15,8                               | 16,4                               | 8,8                                |
| Precipitação (mm) | 129,4                              | 80                                 | 109,4                              | 40,5                               | 9,3                                | 1,2                                | 1,3                                | 1,8                                | 10,4                               | 48,5                               | 135,1                              | 172,7                              | 739,6                              |
| Dias com precipitação | 8                                  | 6                                  | 7                                  | 4                                  | 1                                  | 0                                  | 0                                  | 0                                  | 2                                  | 3                                  | 9                                  | 10                                 | 50                                 |
| Umidade relativa compensada (%)                                                                                          | 71,3                               | 67,6                               | 69,8                               | 67,2                               | 61,9                               | 58,3                               | 55,1                               | 50,3                               | 49,8                               | 52,9                               | 65,6                               | 70,5                               | 61,7                               |
| Insolação (h) | 231,6                              | 232,6                              | 242,4                              | 238,2                              | 260,4                              | 254                                | 270                                | 288,5                              | 261,9                              | 242,9                              | 192,8                              | 198,4                              | 2 913,7                            |
| Fonte: INMET (normal climatológica de 1981-2010; recordes de temperatura: 01/03/1974 a 19/07/2019 e 26/05/2022-presente) |                                    |                                    |                                    |                                    |                                    |                                    |                                    |                                    |                                    |                                    |                                    |                                    |                                    |

## Transportes
Espinosa se situa às margens da Linha do Sul da antiga Viação Férrea Federal do Leste Brasileiro, que liga o norte de Minas Gerais aos estados da Bahia e de Sergipe. Atualmente, a linha férrea se encontra concedida à VLI Multimodal para o transporte de cargas. No entanto, se encontra desativada localmente para o transporte de passageiros desde 1979.
O município também é acessado pela rodovia BR-122.